# Skotten i Cumbria
Skotten i Cumbria var en serie mord som ägde rum den 2 juni 2010 i grevskapet Cumbria i Nordvästra England, Storbritannien när taxichauffören Derrick Bird på egen hand under en period på fyra timmar sköt 23 personer, varav 12 dödades och övriga skadades. 
Massmordet tog sin början på förmiddagen i byn Lamplugh och därefter Frizington, Whitehaven, Egremont, Gosforth och slutligen Seascale.
Gärningsmannen, den 52-årige taxichauffören Derrick Bird, hittades senare död i ett skogsparti strax utanför byn Boot efter att ha tagit sitt eget liv. Vid Birds kropp hittades två vapen som antogs ha använts under dåden. Totalt rörde det sig om trettio olika brottsplatser att utreda. 
Dådet var det värsta massmordet i Storbritanniens historia efter Dunblanemassakern 1996.

## Händelseförlopp

### Planerade dåd
Massmordet tog sin början när Derrick Bird, en lokal taxichaufför, först sköt ihjäl sin tvillingbror David Bird i hans hem i Lamplugh, och därefter familjens advokat Kevin Commons i Frizington. Bird åkte sedan till staden Whitehaven där han sköt ihjäl en taxikollega utanför stadens taxicentral, som Bird var osams med då han ansåg att denne stal kunder från honom själv. Vid klockan 10:20 inkom det första larmsamtalet till polisen om skottlossningen

### Slumpmässiga mål
Strax efter att den första delen av skottlossningen ägt rum blev invånarna i städerna Whitehaven, Egremont och Seascale uppmanade att stanna inomhus efter att man hört skott avlossas. Bird körde genom flera städer och började öppna eld mot slumpmässigt utvalda mål på gatorna. I Egremont dödades två personer på gatorna och i byn Wilton blev ytterligare två människor skjutna till döds. En tidigare semi-professionell rugbyspelare, Gary Purdham, blev skjuten till döds utanför ett hotell i närheten av samhället Gosforth. Därefter fortsatte Bird till Seascale där han sköt ner två fotgängare samt en bilist.

### Jakten på den misstänkte
Den misstänkte gärningsmannen, Derrick Bird, sågs senast i livet omkring 12:30, varefter polisen bekräftade att det varit ett antal skottlossningar runt om i grevskapet och att man sökte efter föraren av mörkgrå Citroën Xsara Picasso som hade identifierats som taxichauffören Derrick Bird. Bird uppgavs senare ha övergivit sin bil i närheten av byn Boot för att sedan fortsätta fly undan polisen till fots. 
Klockan 14:00 meddelade polisen att en kropp av vad som förmodades vara Bird hade hittats i ett skogsparti utanför Boot tillsammans med ett gevär med vilket han hade tagit sitt eget liv. Något senare bekräftade polisen att det var den misstänkte gärningsmannen man hade funnit.

### Efterdyningar
Klockan 15:00 meddelade Storbritanniens premiärminister David Cameron att minst fem personer, inklusive gärningsmannen, hade dödats. Senare på kvällen samma dag bekräftades det på en presskonferens i Whitehaven att 12 personer hade skjutits ihjäl, 11 hade skadats samt att gärningsmannen hade tagit sitt eget liv. Det bekräftades också att gärningsmannen hade använt sig av två vapen och att trettio olika brottsplatser utreddes. 

## Offer
| Namn             | Ålder | Dödsplats  | Anmärkningar                                 |
| ---------------- | ----- | ---------- | -------------------------------------------- |
| David Bird       | 52    | Frizington | Gärningsmannens tvillingbror                 |
| Kevin Commons    | 60    | Frizington | Familjen Birds advokat                       |
| Darren Rewcastle | 31    | Whitehaven | Taxichaufför, konkurrent till gärningsmannen |
| Garry Purdham    | 31    | Gosforth   | Rugbyspelare, bror till Rob Purdham          |
| Jane Robinson    | 66    | Seascale   |                                              |
| Michael Pike     | 64    | Seascale   |                                              |
| Jamie Clark      | 23    | Seascale   |                                              |
| Kenneth Fishburn | 70    | Egremont   |                                              |
| Susan Hughes     | 57    | Egremont   |                                              |
| James Jackson    | 60    | Wilton     | Make till Jennifer Jackson                   |
| Jennifer Jackson | 60    | Wilton     | Hustru till James Jackson                    |
| Isaac Dixon      | 60    | Carleton   |                                              |

## Gärningsmannen
Gärningsmannen, den 52-årige frånskilde fadern som även nyligen hade blivit farfar, beskrevs som en lugn och tillbakadragen människa som försörjde sig som taxichaufför. Det finns även obekräftade rapporter om att Bird tidigare skulle ha sökt hjälp på ett lokalt sjukhus med anledning av sitt sköra mentala tillstånd. Bird hade även certifikat för ett hagelgevär och vapenlicens. Bird utreddes också för misstänkt skattebrott vid tiden för sina dåd.

## Reaktioner
Händelserna i Cumbria har lett till nya diskussioner angående vapenlagarna i Storbritannien.